# Крамар Степан Трохимович
Степан Трохимович Крамар (1920—1945) — старший сержант Робітничо-селянської Червоної армії, учасник Другої світової війни, Герой Радянського Союзу (1943).

## Біографія
Степан Крамар народився 7 січня 1920 року в селі Різуненкове (нині — Коломацький район Харківської області України), українець. Навчався в Харківському зоотехнічному інституті. У 1939 році Крамар призваний на службу в Робітничо-селянську Червону армію. З червня 1943 року — на фронтах Другої світової війни, командував артилерією 115-го гвардійського винищувально-протитанкового артилерійського полку 7-ї гвардійської армії Степового фронту. Відзначився під час битви за Дніпро.

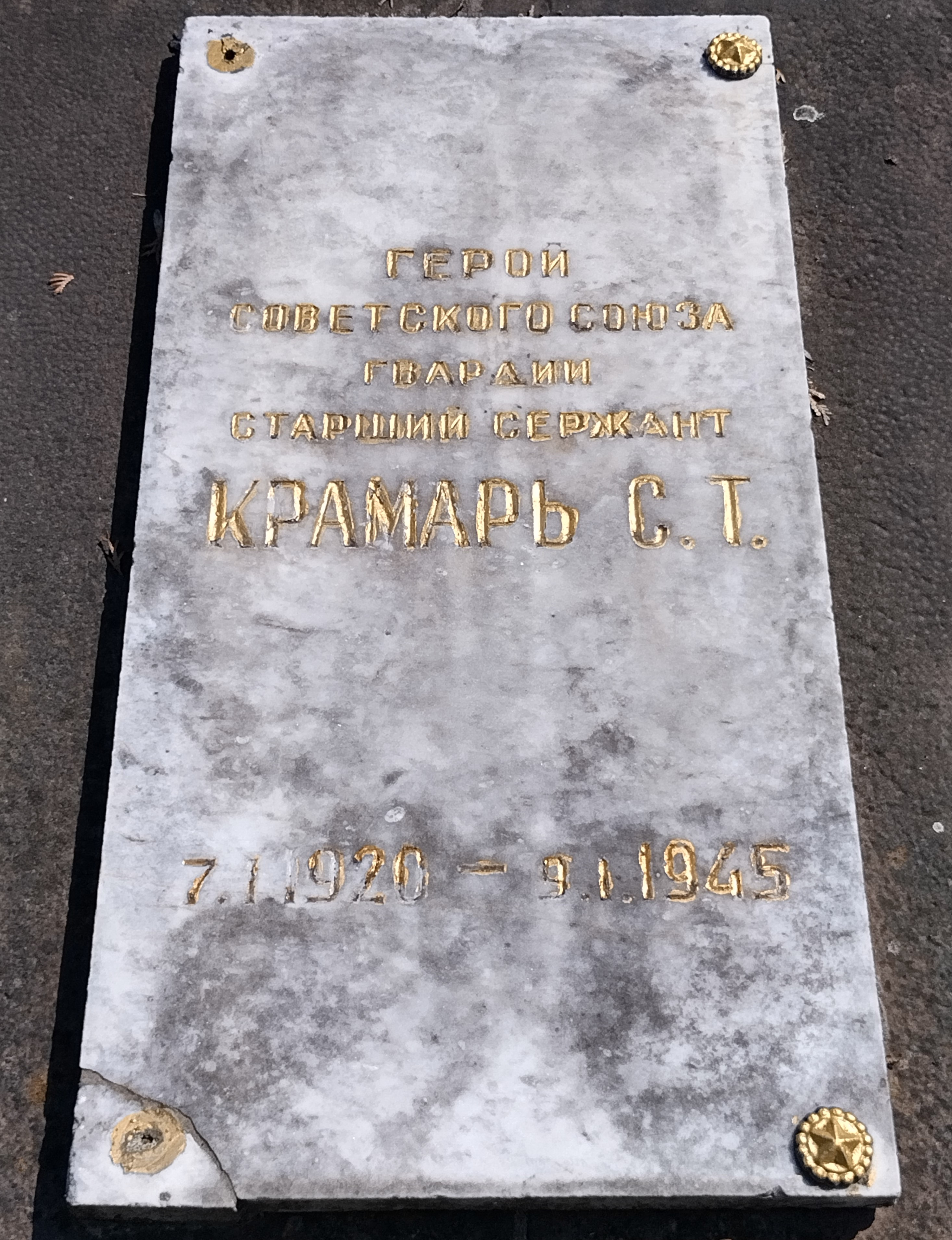
Надгробок Степану Крамарю на Пагорбі Слави у Львові

В ніч з 25 на 26 вересня 1943 року Крамар одним з перших переправився через Дніпро в районі села Домоткань Верхньодніпровського району Дніпропетровської області Української РСР, після чого дві доби брав участь у відбитті німецьких контратак, відбивши ряд контратак ворожої піхоти і танків.
Указом Президії Верховної Ради СРСР від 26 жовтня 1943 року за «зразкове виконання бойових завдань командування на фронті боротьби з німецькими загарбниками і проявлені при цьому мужність і героїзм» гвардії старший сержант Степан Крамар удостоєний високого звання Героя Радянського Союзу з врученням ордена Леніна і медалі «Золота Зірка» за номером 1426.
9 січня 1945 року Крамар загинув у бою на території Угорщини. Похований на Пагорбі Слави у Львові.
Також нагороджений орденами Вітчизняної війни 1-го ступеня і Червоної Зірки, медаллю «За бойові заслуги».
На честь Крамаря названі вулиця і школа в його рідному селі.